# 152 (Flugzeug)

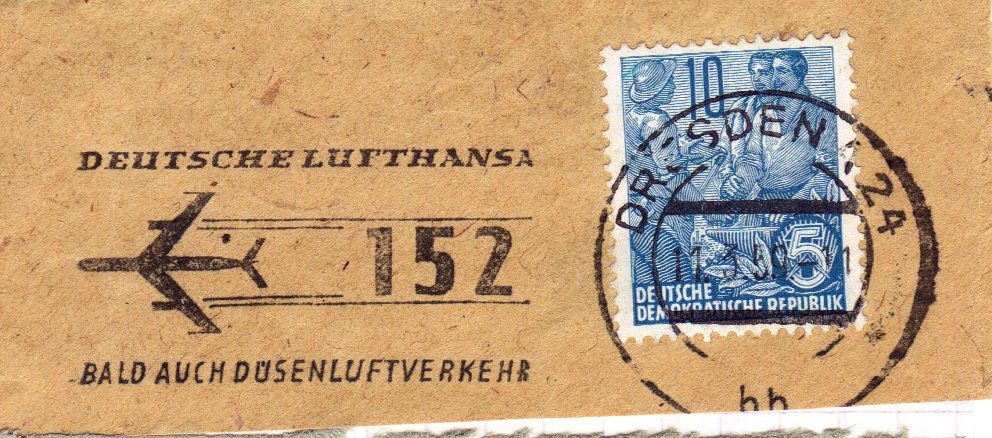
Werbestempel der Deutschen Post der DDR vom 11. März 1959

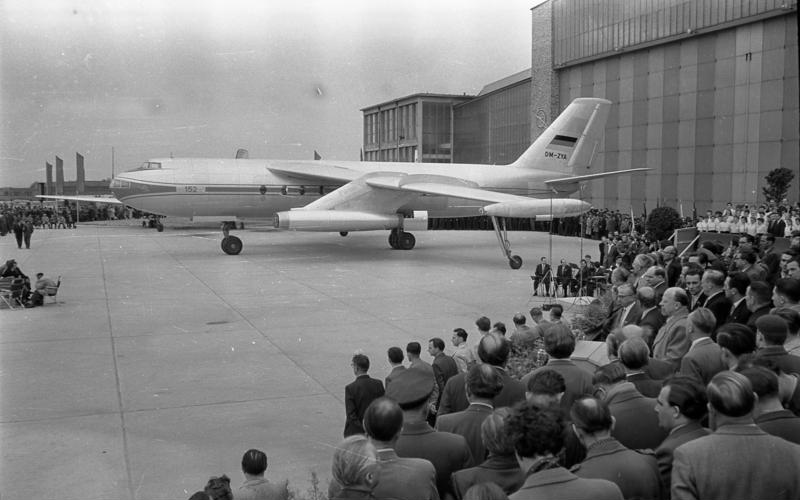
Roll-out der „152/I V-1“, 30. April 1958

Die 152, auch Typ 152 oder Flugzeug 152, gelegentlich auch nach ihrem Konstrukteur Brunolf Baade als Baade 152 benannt, war das erste in den 1950er-Jahren entwickelte deutsche Passagierstrahlflugzeug und das wichtigste Projekt des Flugzeugbaus in der Deutschen Demokratischen Republik (DDR). Gefertigt wurde es vom VEB Flugzeugwerke Dresden (FWD). Nach der Herstellung von drei Prototypen für die Flugerprobung und dem Beginn der Serienproduktion wurde das Projekt jedoch 1961 nach dem Ausbleiben von Bestellungen aus der Sowjetunion und anderen Ländern aufgrund mangelnder Effizienz und fehlender Absatzmöglichkeiten eingestellt. Das Flugzeug ist zum Teil auch als Dresden 152, VEB 152 oder VL-DDR 152 bekannt. Die manchmal in der Literatur verwendete Bezeichnung BB-152 oder BB 152 für Baade/Bonin ist historisch unkorrekt und wurde nie offiziell verwendet.

## Geschichte

### Anfänge
Eine Gruppe von deutschen Flugzeugingenieuren (unter anderem ehemalige Junkers-Mitarbeiter), die nach dem Zweiten Weltkrieg im Rahmen der Aktion Ossawakim in die Sowjetunion am 22. Oktober 1946 zwangsrekrutiert worden waren, hatte schon im Jahre 1950 in Podberesje, nördlich von Moskau, ein zweistrahliges Bombenflugzeug mit der Bezeichnung (EF) 150 entwickelt. Nachdem der sehr moderne Bomber als deutsche Konstruktion (immerhin 11 erfolgreiche Flüge) nicht in die Ausrüstungsliste der sowjetischen Luftstreitkräfte aufgenommen worden war, zogen die Sowjets Mitte 1953 die noch verbliebenen Triebwerksentwickler aus Kuibyshew, jetzt Samara, und Flugzeugspezialisten aus Podberesje, jetzt Dubna III, in Sawjelowo zusammen und sie bekamen vom sowjetischen Luftfahrtministerium den Auftrag zur Entwicklung eines Strahlverkehrsflugzeugs als Passagier- und Transportvariante unter der Projektbezeichnung 15.2. Einige wichtige konstruktive Lösungen konnten vom Bomber 150 übernommen werden, wie z. B. das Tandemfahrwerk, die Lage der Triebwerksgondeln, die Schulterdeckeranordnung der Tragflächen, die Bugverglasung des Rumpfes und vieles mehr.
Mit der Rückkehr der letzten deutschen Spezialisten aus der UdSSR 1954 in die DDR und den bereits vorher zurückgekehrten Spezialisten von Arado, Heinkel, Siebel und Junkers war eine enorme ingenieurtechnische und fachliche Kompetenz vorhanden, die eine gute Voraussetzung war, in der DDR eine Flugzeugindustrie mit Sitz in Dresden aus dem Boden zu stampfen und auf der Basis der 15.2 das erste deutsche strahlgetriebene Verkehrsflugzeug neu zu entwickeln. Die in der UdSSR entstandenen technischen Unterlagen durften aus militärischer Geheimhaltung nicht mit in die DDR übernommen werden. Das neue Flugzeug erhielt daraufhin bereits 1955 die Bezeichnung 152. Diese symbolisierte den letzten Entwicklungsschritt der Junkers-Flugzeugfamilie. Als technischer Leiter und später als Generalkonstrukteur fungierte Brunolf Baade, der bis zum Kriegsende eine Entwicklungsabteilung bei Junkers in Dessau für strahlgetriebene Bombenflugzeuge wie die Ju 287 und EF 130 bis 132 und danach bis 1954 die Entwicklungsgruppe in Podberesje in der Sowjetunion geleitet hatte. Als Chefkonstrukteur konnte der ehemalige Junkerskonstrukteur Fritz Freytag berufen werden, der ebenfalls zu den deportierten Spezialisten in Podberesje/UdSSR gehörte.
Zu dieser Zeit wurde am Nachfolger 153 mit Turboprop-Antrieb gearbeitet, der eine größere Reichweite haben sollte. Es wurde eine 1:1-Attrappe gebaut; zu einem funktionsfähigen Prototyp kam es nicht mehr. Beim größeren und reichweitenstärkeren Modell 154 war ein Entwurf im November 1955 fertiggestellt, das Projekt wurde wenig später eingestellt. Mit der 155 wurde bis in die frühen 1960er ein weiteres Projekt erarbeitet, das als Nachfolgemodell der 152 größere Absatzchancen gehabt hätte.

### Beginn von Bau und Erprobung
Mit der Gestattungsproduktion aus der UdSSR konnten 80 Flugzeuge des Types IL-14P in Dresden gefertigt werden, um vor allem die technologische Vorbereitung und Ausrüstung für den Flugzeugbau vorzubereiten, wie auch die Ingenieure und Arbeiter anzulernen. Mit dem Verkaufserlös sollte die parallele Entwicklung der 152 refinanziert werden. In den sechs Werken der Flugzeugindustrie der DDR produzierten ca. 20.000 Mitarbeiter die Baugruppen und Ausrüstungen für die IL 14P und die 152. Das Hauptwerk der Flugzeugwerke Dresden konnte auf den ehemaligen Flugplatz der Lufthansa in Dresden Klotzsche aufgebaut werden. Im Dresdner Industriegelände Nord entstanden die Rümpfe der IL 14P wie auch viele Zerspanungsteile. Im Entwicklungswerk Pirna-Sonnenstein richtete man bereits ab 1954 die Entwicklung, Erprobung und Nullserienfertigung des Triebwerkes Pirna -014 und der Nachfolgemodelle unter einer straffen Leitungsstruktur ein, um die Serienfertigung im ehemaligen Mercedes Motorenwerke Ludwigsfelde vorzubereiten. Das Industriewerk Karl-Marx-Stadt (Chemnitz) entwickelte und produzierte die Hydraulik- und Pneumatik-Anlagen für die Flugzeuge und das Triebwerk Asch 82T einschließlich der Propeller-Verstellnabe der Il 14P. Das am Flughafen Leipzig-Schkeuditz (heute Flughafen Leipzig/Halle) gelegene ehemalige Zweigwerk der Hallenser Siebel Flugzeugwerke war der Zulieferer für die Seiten- und Höhenruder und die Sitze beider Typen. Das Industriewerk Lommatzsch, vorgesehen für die Segelflugzeugproduktion, baute die Trimmklappen. In allen Werken der Flugzeugwerke entstand eine riesige Aufbruchsstimmung, ein großer Investitionsschub ab 1954, trotz der immer noch allgegenwärtigen Kriegszerstörung der Städte.
Die strengen Termine aus dem Staatsplan der DDR konnten nicht eingehalten werden, denn ausbleibende Importe aus der UdSSR, das Embargo der kapitalistischen Staaten, laufende Eingriffe in die Montage der 152 durch technische Änderungen, wie auch Sabotageakte verzögerten den technologischen Ablauf um ca. acht Monate. Darauf legte das Politbüro der DDR den sogenannten Roll-Out Termin für die 152 auf den Vortag des 1. Mai 1958 fest, als große öffentliche Veranstaltung mit Funk, Fernsehen und dem Politbüro. So sollte das Flugzeug endlich der Öffentlichkeit vorgestellt werden, damit auf dem im Juli 1958 folgenden 5. Parteitag der SED die Überlegenheit des sozialistischen Wirtschaftssystems präsentiert werden konnte. Sehr große Anstrengungen waren notwendig, um diesen Termin realisieren zu können. Und so öffneten sich am 30. April 1958 die Hallentore der Halle 222 der vereinigten Flugzeugwerke Dresden zum Roll-Out der 152/I V1. Zwar fehlten noch die Triebwerke RD-9 B aus der UdSSR, da die Pirna 014 von der Prüfstelle für Luftfahrt noch keine Flugfreigabe erhalten hatten, auch mussten später noch einige andere Baugruppen getauscht werden.

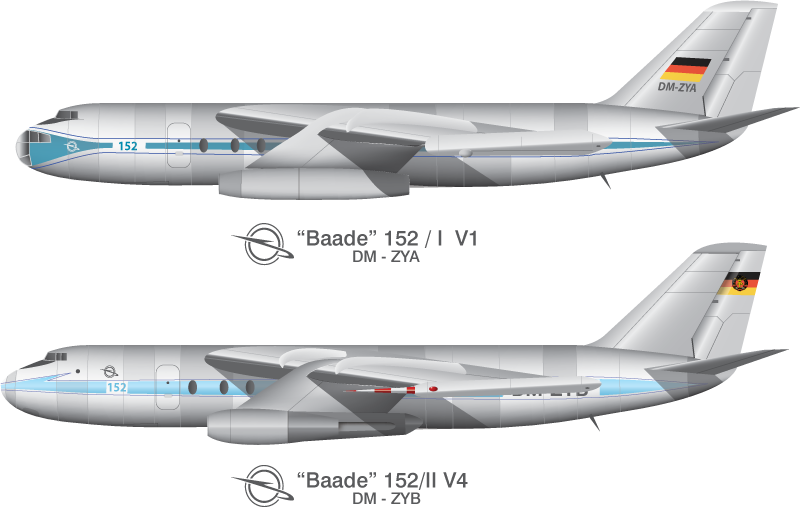
152er-Prototypen 152/I V1 und 152/II V4

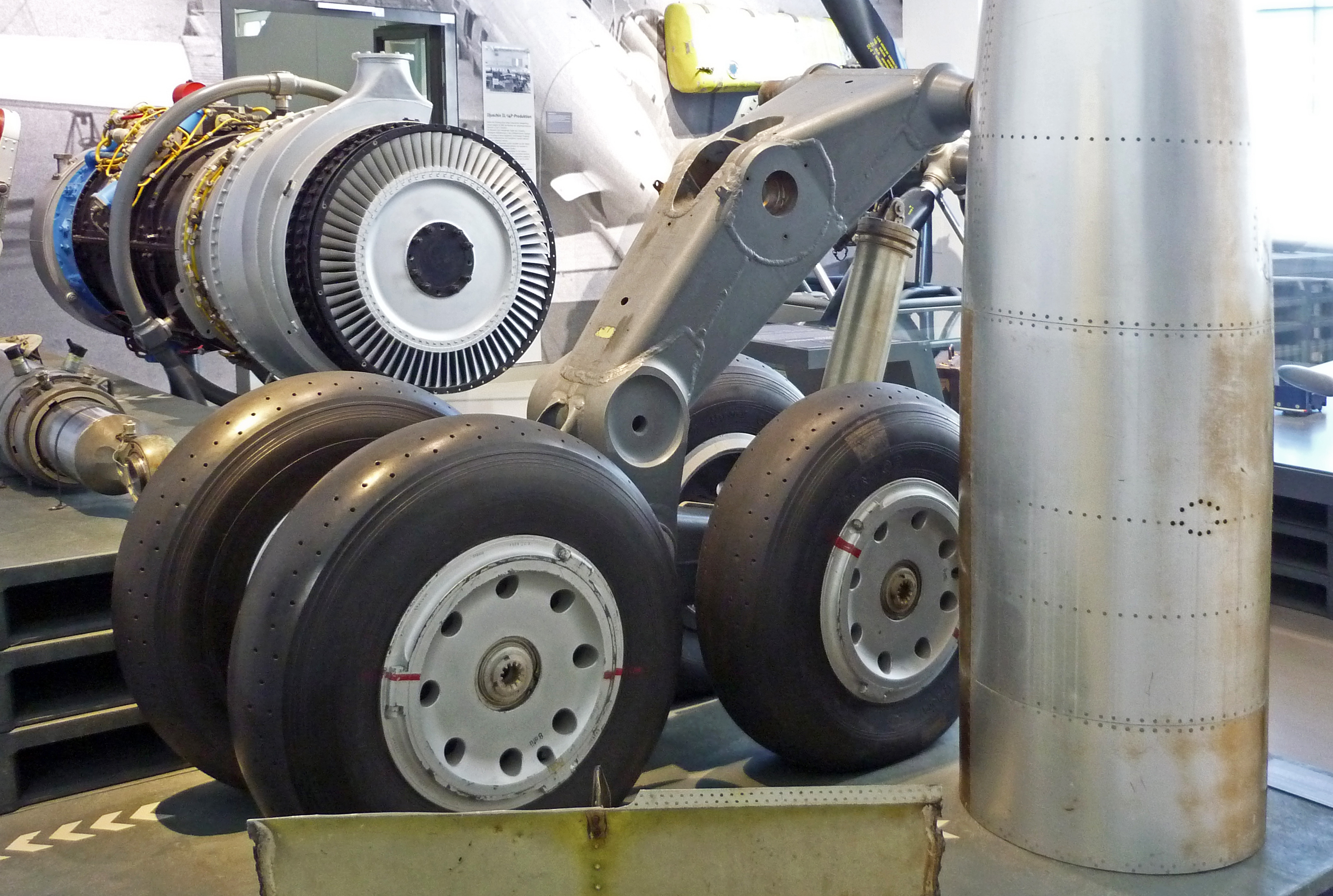
Fahrwerk im Verkehrsmuseum Dresden

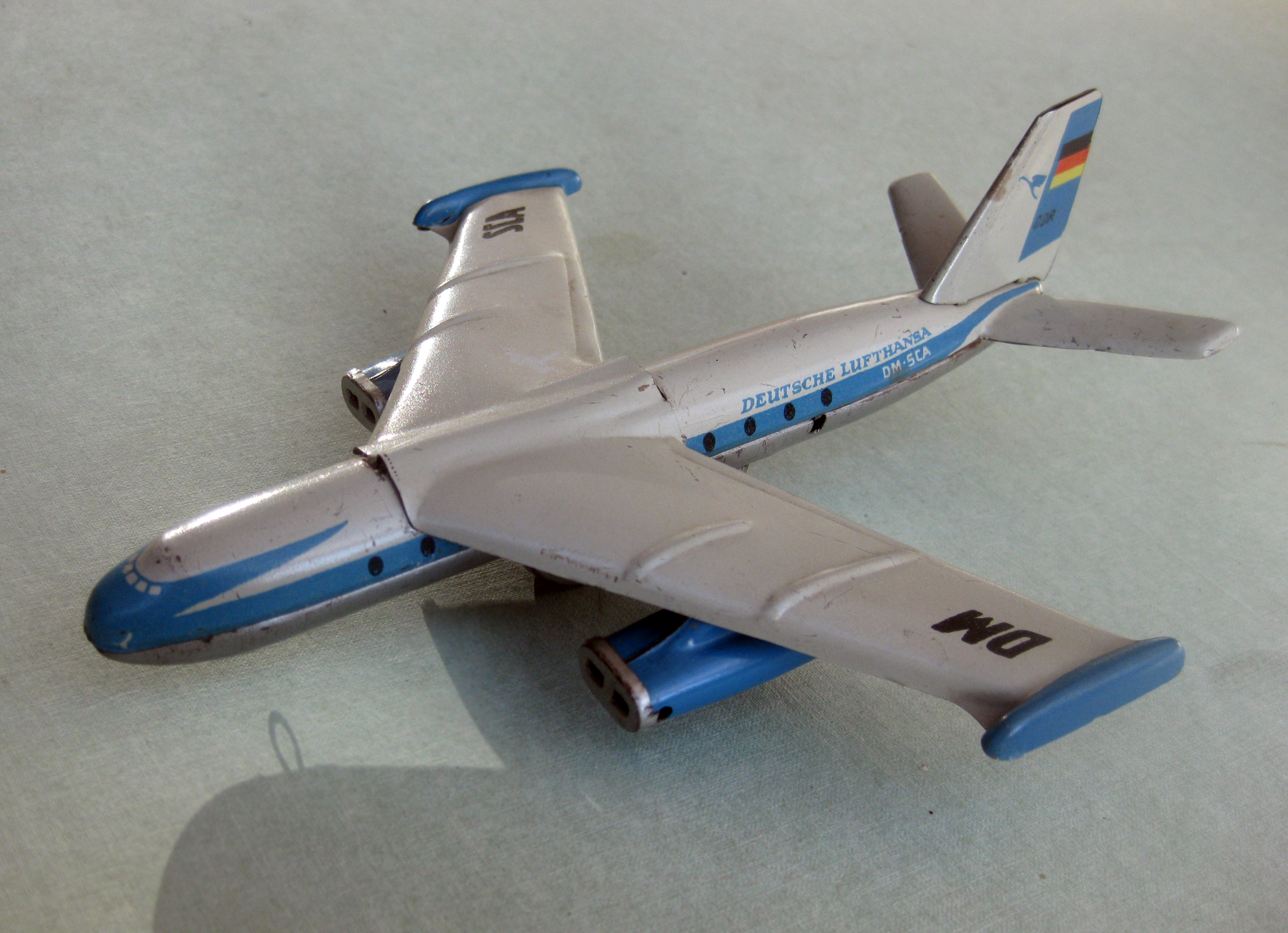
152 als Spielzeugflugzeug in den Farben der Deutschen Lufthansa der DDR

Besonders markant waren beim ersten Prototyp 152/I V1 die Bugverglasung für den Navigator sowie das Tandemfahrwerk. Das Hauptfahrwerk befand sich direkt unter der Mittelachse des Rumpfes (siehe zum Vergleich Boeing B-47 und Boeing B-52), daher waren gegen seitliches Kippen Stützräder am Ende der Tragflächen erforderlich.
Nach weiteren Erprobungen, Rollversuchen und Endkontrollen nach dem Roll-Out erteilte die Prüfstelle für Luftfahrt am 28. November 1958 die Flugfreigabe für die 152/I V1, damit am 4. Dezember 1958 der Jungfernflug stattfinden konnte. Der Ingenieur-Pilot Willi Lehmann, der Versuchspilot Kurt Bemme und der Flugversuchsingenieur Paul Heerling rollten am 4. Dezember die 152/I V1 zum Startpunkt und starteten den erfolgreichen Erstflug für ca. 30 Minuten um 11:38 Uhr MEZ.

### Absturz der 152/I V1

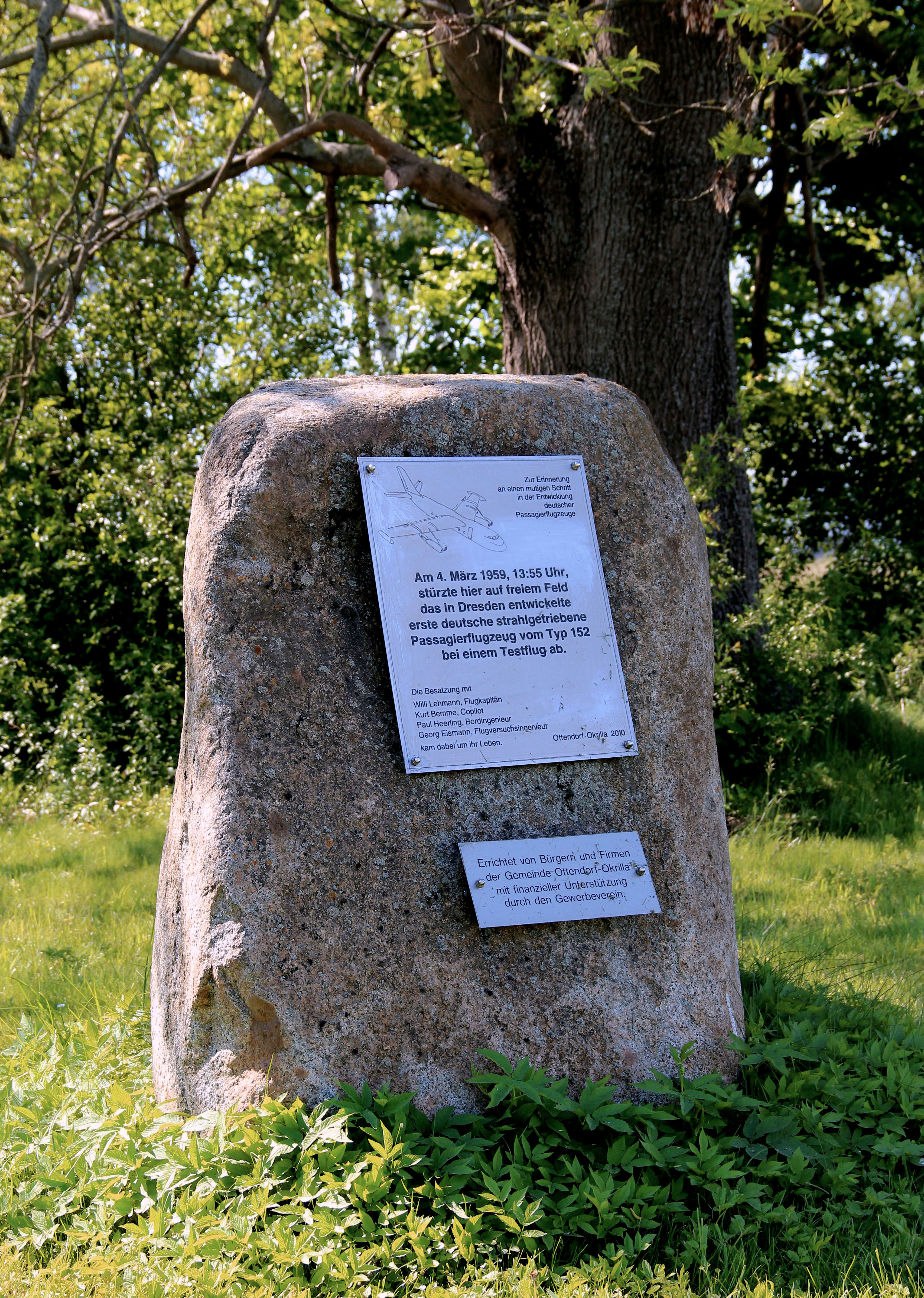
Gedenkstein zum Flugzeugabsturz in Ottendorf-Okrilla

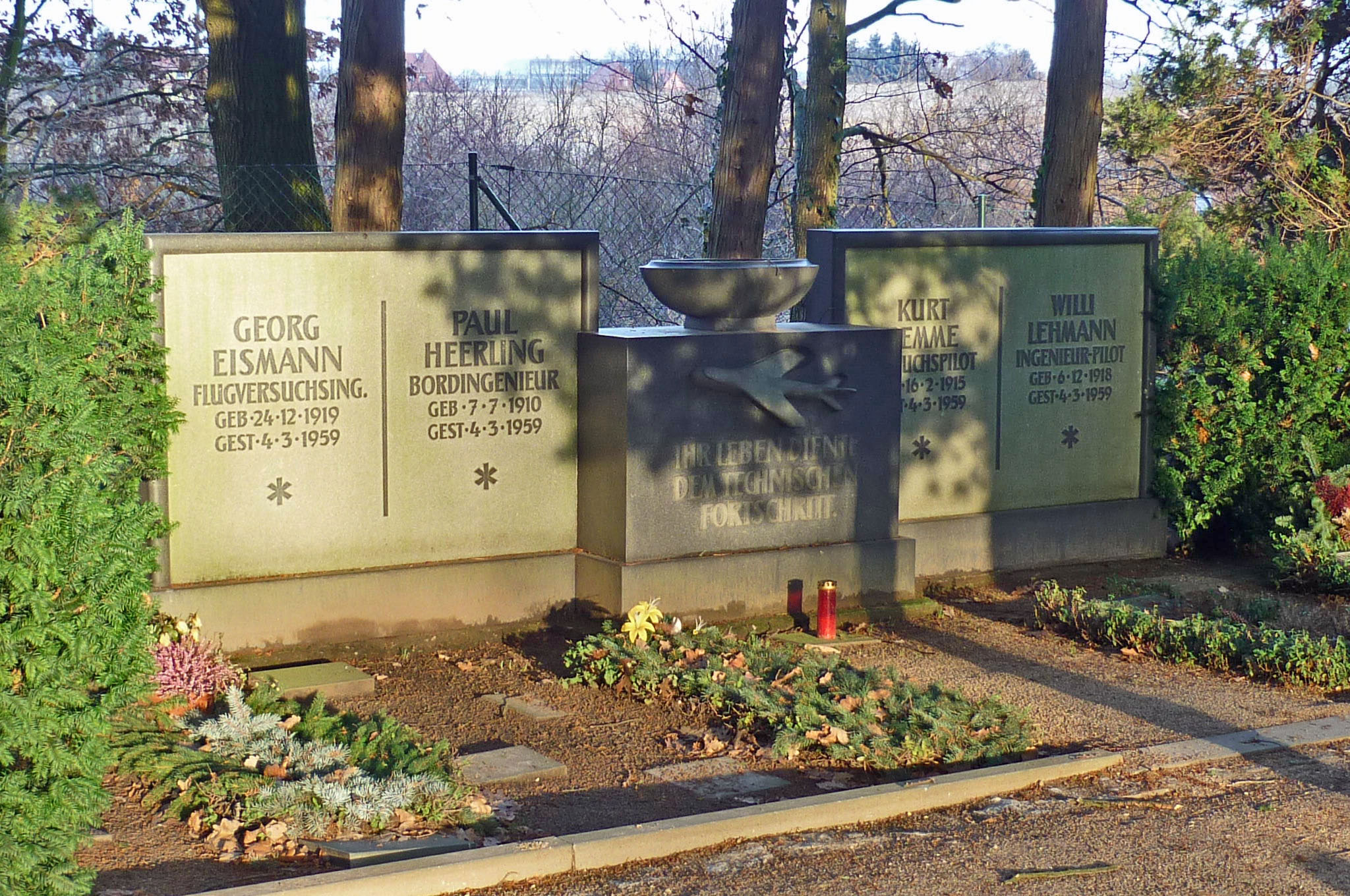
Grabstätte der abgestürzten Besatzung

Der zweite Testflug wurde am 4. März 1959 auch mit der 152/I V1 durchgeführt. Auch hier gab die Prüfstelle für Luftfahrt den zweiten Testflug mit einem umfangreichen Testprogramm frei. Unabgestimmt forderte Prof. Baade von der Mannschaft zusätzlich einen Tiefflug über das Rollfeld für notwendige Foto- und Filmaufnahmen. Auch sollte die Crew nach dem Testflug weiter zur Leipziger Messe fliegen, um den auf der Messe anwesenden sowjetischen Parteichef Chruschtschow zu überzeugen, endlich die Abnahmeverträge über 100 Stück 152 anzuweisen.
Um den niedrigen Vorbeiflug einzuleiten, ging die Besatzung aus 6000 m Höhe in den Sinkflug über. Mit 20 m/s war die Sinkrate viermal so groß wie beim damaligen Erprobungsstand der Maschine zulässig gewesen wäre. Der Flug endete nach 55 Minuten 5,7 Kilometern von der Landebahn entfernt bei Ottendorf-Okrilla mit einem Absturz. Die vier Besatzungsmitglieder Kapitän Willi Lehmann, Copilot Kurt Bemme, Flugversuchsingenieur Paul Heerling und Flugingenieur Georg Eismann kamen ums Leben. Sie wurden in einer Gemeinschaftsgrabanlage auf dem Neuen Friedhof Klotzsche beigesetzt. Das Flugzeug stürzte aufgrund eines Strömungsabrisses infolge eines zu hohen Anstellwinkels ab. Welche primäre Ursache zu diesem Flugzustand geführt hatte, konnte während der Untersuchung des Unfalls nicht zweifelsfrei ermittelt werden. Im Untersuchungsbericht wurde die Besatzung für den Absturz verantwortlich gemacht; sie habe das Flugzeug beim Abfangen aus einem zu steilen Sinkflug mit leerlaufenden Triebwerken bei gleichzeitig zu später Schuberhöhung zu stark angestellt. Tatsächlich benötigen die RD-9B ca. 17 bis 20 Sekunden zum Erreichen der Volllast aus dem Leerlauf. Das aus mindestens drei aufgefundenen Aufzeichnungen der Kontrollgeräte rekonstruierte Flugprofil und alle Zeugenaussagen stehen zu einem derartigen Ablauf nicht im Widerspruch, auch der mittlerweile freigegebene und vorhandene Abschlussbericht zur Untersuchung des Absturzes trifft diese Aussage und begründet sie auch mit den fehlenden Erfahrungen der Testpiloten mit strahlgetriebenen Verkehrsflugzeugen bei extremen Flugmanövern.

### Zunehmende Verzögerungen und Ende des Programms

Vollständiger Rumpf der 152 im Flughafen Dresden (1993)

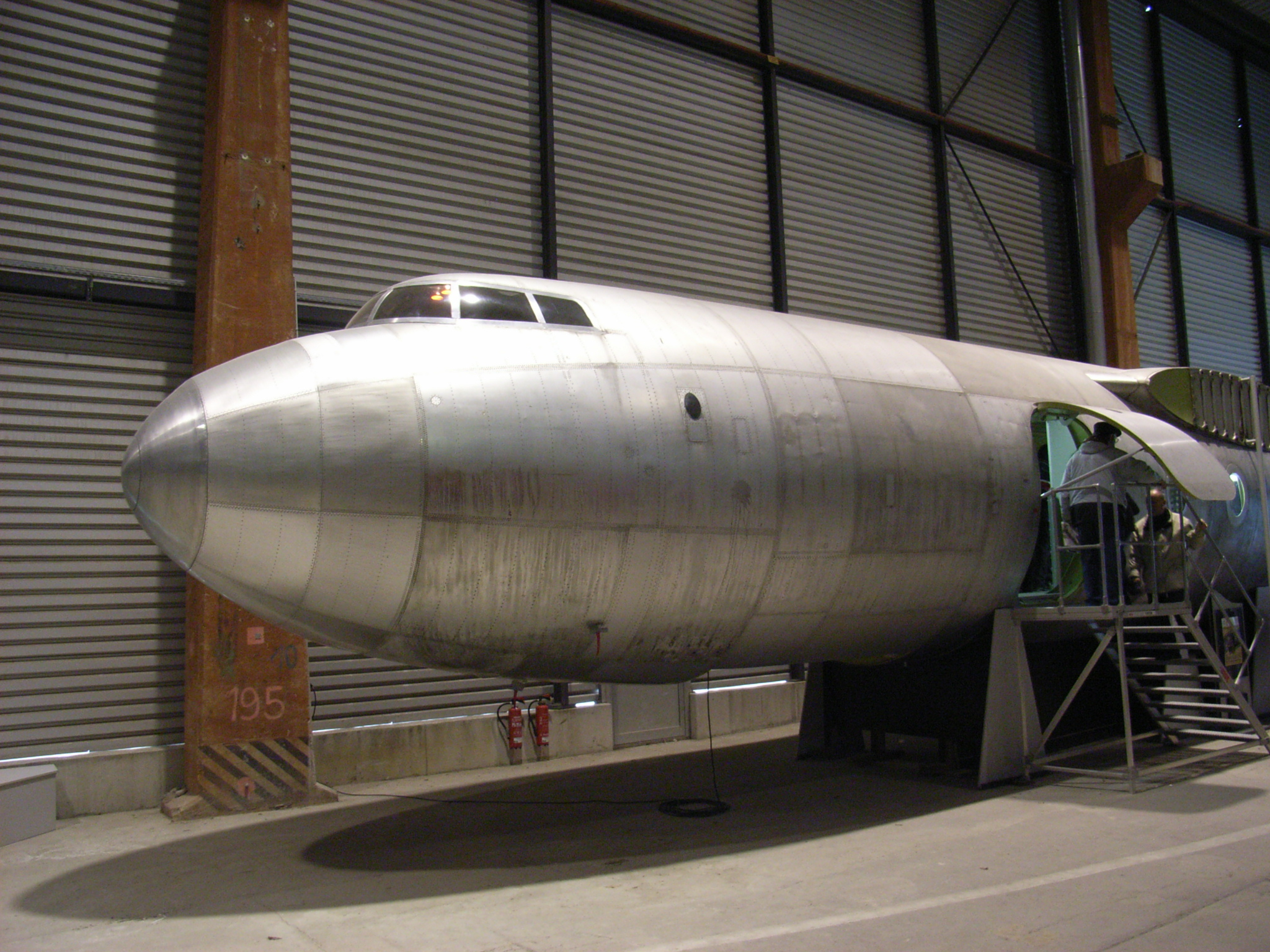
Erhaltener Rumpf Nr. 11 im Dresdner Flughafen (2009)

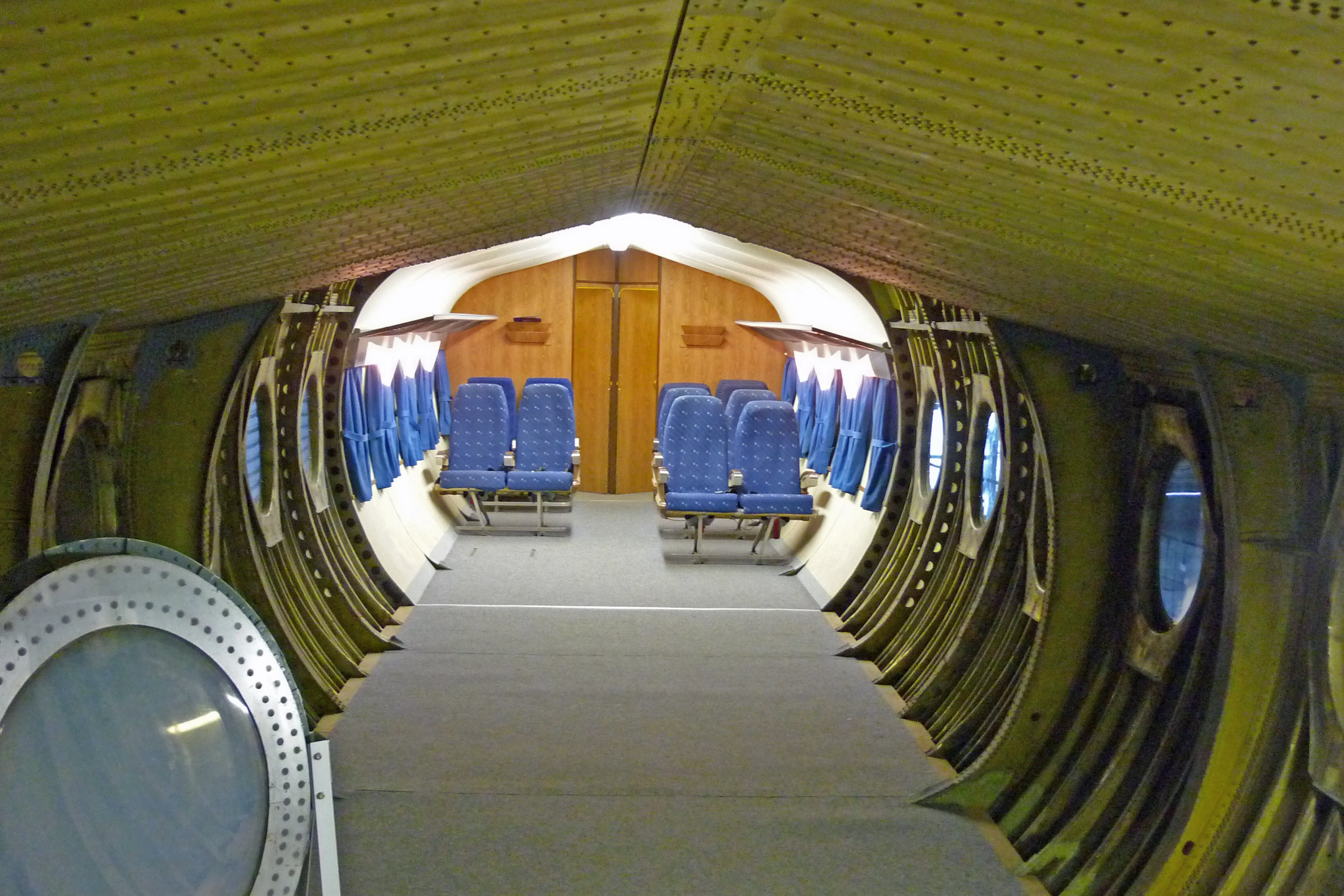
Innenraum des rekonstruierten Flugzeugrumpfs

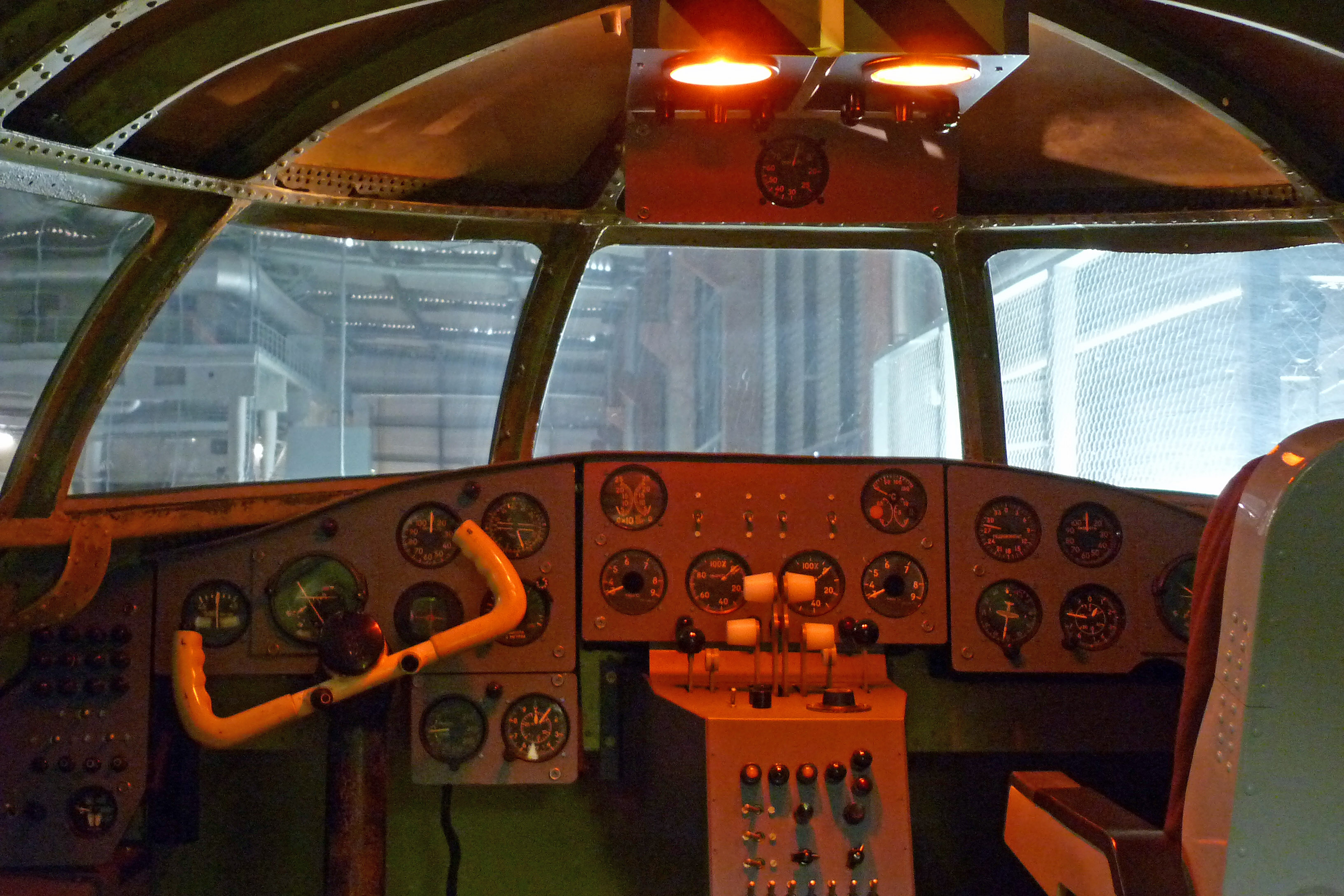
Cockpitansicht

Da die zweite 152/I V2 zum Dauertest eingespannt war und die nächste flugfähige dritte Maschine, die 152/I V3, nicht gebaut wurde, dauerte es 1,5 Jahre, bis das nächste flugfähige Flugzeug, die 152/II V4 bereitstand. Die 152/II besaß im Gegensatz zum ersten Prototyp wesentliche konstruktive Veränderungen. Ein Dreipunktfahrwerk mit zwei Hauptfahrwerken, jeweils in der Triebwerksgondel einfahrbar, und dem Bugfahrwerk; die Bugverglasung entfiel zugunsten eines Radars, und als Triebwerke fanden nun vier Nullserientriebwerke Pirna-014 A-0 Verwendung. Die 152/II V4 startete am 26. August und am 4. September 1960 mit dem Kennzeichen DM-ZYB zu nochmals zwei Testflügen von 22 bzw. 20 Minuten Dauer.
Die Piloten der 152/II V4 Heinz Lehmen und Gerhard Güttel forderten nach dem Erstflug in einem persönlichen Gespräch mit Prof. Baade, dass vor dem Zweitflug der V4 am 4. September 1960 die Kraftstoffanlagen getestet werden sollte. Dabei konnten die Mängel am Kraftstoffsystem erkannt und abgestellt werden. Auch dieser zweite Flug der 152/II V4 war nach den Prämissen der Prüfstelle für Luftfahrt sehr erfolgreich. Ein dritter Prototyp mit der Bezeichnung 152/II V5 (Kennzeichen DM-ZYC) mit Pirna-014 A-0 wurde am 7. September 1960 fertiggestellt. Die 152/II V5 wurde weiter am Boden für schnelle Rollversuche bis zu 160 km/h verwendet und entgegen der ursprünglichen Planung niemals geflogen.
Zum Zeitpunkt der beiden Flüge der 152/II V4 lag man bereits mehr als drei Jahre hinter den ursprünglichen Planungen. Der ursprünglich moderne Entwurf der 152 veraltete, selbst in seiner verbesserten Version 152/II, zunehmend durch die immer größer werdenden Verzögerungen. Damit sanken die ohnehin begrenzten Vermarktungschancen noch mehr. Die Musterzulassung sowie die Auslieferung der V 8 an die Deutsche Lufthansa (DDR) hatten sich bisher um etwa drei Jahre verzögert und waren jetzt für 1963 vorgesehen. Die 152 wäre so um Jahre zu spät als dann schon unmodernes Fluggerät indienstgestellt worden. Inzwischen hatte die Sowjetunion (entgegen der ursprünglichen Zusage, etwa 100 Exemplare der 152 abzunehmen) ab 2. Juni 1959 erklärt, keine Flugzeuge des Typs 152 zu erwerben. Die sowjetische Flugzeugindustrie hatte nach der Abkehr vom lukrativen Bomberbau den zivilen Flugzeugmarkt für sich entdeckt und drängte mit Eigenentwicklungen wie den Tupolew Tu-104 (Erstflug 1955, Indienststellung 1956) bzw. Tu-124 (Erstflug 1960, Indienststellung 1962) auf den Markt. Versuche, einen Absatz der 152 in Südamerika und Afrika aufzubauen, schlugen fehl. Damit blieb nur noch der Inlandbedarf der Deutschen Lufthansa (DDR) und der NVA mit weniger als 30 Maschinen. Folglich war eine rentable Fertigung der 152 nicht mehr möglich. Zudem hatten vergleichbare Flugzeuge auf dem internationalen Markt inzwischen nur noch zwei Triebwerke nötig, die 152 hatte hingegen vier, was ihren Wartungsaufwand erheblich erhöhte und ihre wirtschaftliche Rentabilität verschlechterte.
Am 28. Februar 1961 fasste das Politbüro der SED den Beschluss zur Einstellung des Flugzeugbaus in der DDR. Die Öffentlichkeit wurde am 17. März 1961 über diesen Beschluss informiert.
Am 13. Juli 1961 beschloss der Ministerrat der DDR endgültig die Auflösung der Luftfahrtindustrie, obwohl man im Sommer 1960 noch beschlossen hatte, wenigstens eine Serie von 16 Stück für den Inlandbedarf bauen zu lassen. Bis zur Einstellung des Projektes betrugen die Aufwendungen für die Flugzeugindustrie etwa zwei Milliarden DDR-Mark.
Auf Grund des Zeitdrucks hatte man bis zum Programmabbruch eine begrenzte Serie aufgelegt, obwohl das unterbrochene Testflugprogramm noch am Anfang stand. Die für die Deutsche Lufthansa (DDR) vorgesehenen Maschinen mit den Baunummern 08 (Kennzeichen DM-SCA) und 09 waren zum Zeitpunkt des Programmabbruches weitgehend fertiggestellt und sollten zur Beschleunigung der Typzulassung ebenfalls im Testprogramm Verwendung finden. Weitere Maschinen bis zur Werknummer 13 befanden sich in der Fertigung.
Bis auf einen unbedeutenden Rest wurde nun die Flugzeugindustrie der DDR zerschlagen. Fast alle bereits fertiggestellten bzw. in der Produktion befindlichen Maschinen des Typs 152 wurden in einer Blitzaktion verschrottet. Neben einigen Bauteilen und Baugruppen aus der angelaufenen Serienfertigung konnte der Rumpf Nr. 11 erhalten und ab 1995 restauriert werden. Er wird heute in einer Seitenhalle des Flughafens Dresden als attraktives Ausstellungsstück des Verkehrsmuseum Dresden aufbewahrt.
Nach der Beendigung des Flugzeugbaus wurde Brunolf Baade zum Direktor des Instituts für Leichtbau der TU Dresden berufen, das 700 Mitarbeiter des Flugzeugbaus übernahm.
Von den vielen Nachfolgebetrieben war der VEB Flugzeugwerft Dresden, gegründet am 31. Oktober 1961, der juristische Nachfolger der Dresdner Flugzeugwerke. Es gab keine Neuentwicklungen und Fertigungen mehr. Aber es wurde eine Instandsetzungsbasis aufgerüstet für Kampfflugzeuge der damaligen Luftstreitkräfte der DDR und der Partnerstaaten aus dem Warschauer Militärvertrag. Basis war die Übernahme von 2.500 Mitarbeitern aus den ehemaligen Flugzeugwerken mit einer sehr hohen Fachkompetenz, Leistungsbereitschaft und Disziplin. Auch mit straffen Leitungsstrukturen entwickelte sich der VEB Flugzeugwerft in kürzester Zeit zur bedeutendsten Instandsetzungsbasis der Staaten des Warschauer Vertrags. Ein rentabler Export in das nichtsozialistische Wirtschaftsgebiet ermöglichte schnelle moderne Investitionen.
Seit dem Ende der 152-Produktion waren für die VEB Flugzeugwerft Dresden Reparatur und Wartung der Interflug-Linienflugzeuge des Typs Iljuschin Il-14P und die Wartung für über 2000 sowjetische Kampfflugzeuge der MiG-Serie (MiG-15, -17, -21, -23) und 250 Hubschrauber (Mil Mi-2, -4, -24) für die Luftstreitkräfte der NVA sowie Mitglieder des Warschauer Paktes die Hauptaktivitäten des Betriebes. Auch hervorragende Eigenentwicklungen bestimmten das Profil der Werft. Die hochmodernen Flugzeugfanganlagen wie die TFF 72 und die ATU/G1 und G2 retteten auf vielen Militärflugplätzen der Staaten des Warschauer Vertrags Pilotenleben.
Der Umsicht der Betriebsleitung der Flugzeugwerft ist es zu verdanken, dass bereits 1989 Kontakte zu Partnern der zivilen Luftfahrt und des Wirtschaftsministeriums in der BRD geschlossen werden konnten. Das ermöglichte die schnelle Privatisierung ohne die Treuhand. Am 10. Februar 1990 gründete die Deutsche Airbus GmbH mit dem VEB Flugzeugwerft eine Projektgesellschaft und privatisierte sich am 27. April 1990 in eine GmbH als Voraussetzung zum Übergang in die Elbe Flugzeugwerke GmbH.
Noch heute ist Dresden ein wichtiger Standort des deutschen Flugzeugbaus. In Dresden-Klotzsche befinden sich auf dem Gelände des ehemaligen Flugzeugwerkes Dresden jetzt die Elbe Flugzeugwerke der Airbus Group; ein internationaler Konzern mit Sitz in Dresden. Aus dem Institut für Leichtbau (eigentlich: Institut für Leichtbau und ökonomische Verwendung von Werkstoffen, IfL) wurde 1988 das Zentralinstitut für ökonomischen Metalleinsatz und nach der Wende das IMA Institut für Materialforschung und Anwendungstechnik GmbH (heute IMA Materialforschung und Anwendungstechnik GmbH, IMA Dresden), die weiterhin eine Halle am Flughafen betreiben, in der zusammen mit der IABG Flugzeugstrukturuntersuchungen stattfinden.

## Testflugzeuge und beginnende Serienproduktion
| Version | Prototyp-/ Seriennummer | Kennzeichen                                          | Erstflug   | Anmerkungen                                                                                      | Verbleib                                                                          |
| ------- | ----------------------- | ---------------------------------------------------- | ---------- | ------------------------------------------------------------------------------------------------ | --------------------------------------------------------------------------------- |
| 152/I   | V1                      | DM-ZYA                                               | 04.12.1958 | Absturz beim zweiten Flug am 4. März 1959                                                        |                                                                                   |
| 152/I   | V2                      |                                                      | –          | statische Testzelle                                                                              | 1962–1984 Trainingsobjekt für Feuerwehr in Berlin-Schönefeld, verschrottet        |
| 152/I   | V3                      | geplanter zweiter fliegender Prototyp, Baustopp 1958 | –          |                                                                                                  |                                                                                   |
| 152/II  | V4                      | DM-ZYB                                               | 26.08.1960 | zweiter und letzter Flug am 4. September 1960                                                    | 1961 verschrottet                                                                 |
| 152/II  | V5                      | DM-ZYC                                               | –          | Fertigstellung am 7. September 1960, nur Bodenerprobung/Rolltests bis 160 km/h wegen Flugverbots |                                                                                   |
| 152/II  | V6                      |                                                      | –          | statische Testzelle                                                                              |                                                                                   |
| 152/II  | 08                      | DM-SCA                                               | –          | für Deutsche Lufthansa (DDR), fast fertiggestellt                                                | Rumpf 1988 in Marxwalde verschrottet, Rumpfsegment in Ausstellung in Gellmersdorf |
| 152/II  | 09                      | DM-SCB                                               | –          | für NVA-Luftstreitkräfte mit viertem Platz für Navigator, fast fertiggestellt (ohne Triebwerke)  | verschrottet                                                                      |
| 152/II  | 10                      |                                                      | –          | für Deutsche Lufthansa (DDR), 60 % fertiggestellt                                                | verschrottet                                                                      |
| 152/II  | 11                      | für Deutsche Lufthansa (DDR), Rumpf                  | –          | via Bautzen nach Rothenburg, ab 1995 restauriert, ausgestellt am Flughafen Dresden               |                                                                                   |
| 152/II  | 12                      | für NVA-Luftstreitkräfte, Rumpf                      | –          | verschrottet                                                                                     |                                                                                   |
| 152/II  | 13                      | für NVA-Luftstreitkräfte, Rumpf                      | –          | verschrottet                                                                                     |                                                                                   |

## Technische Daten

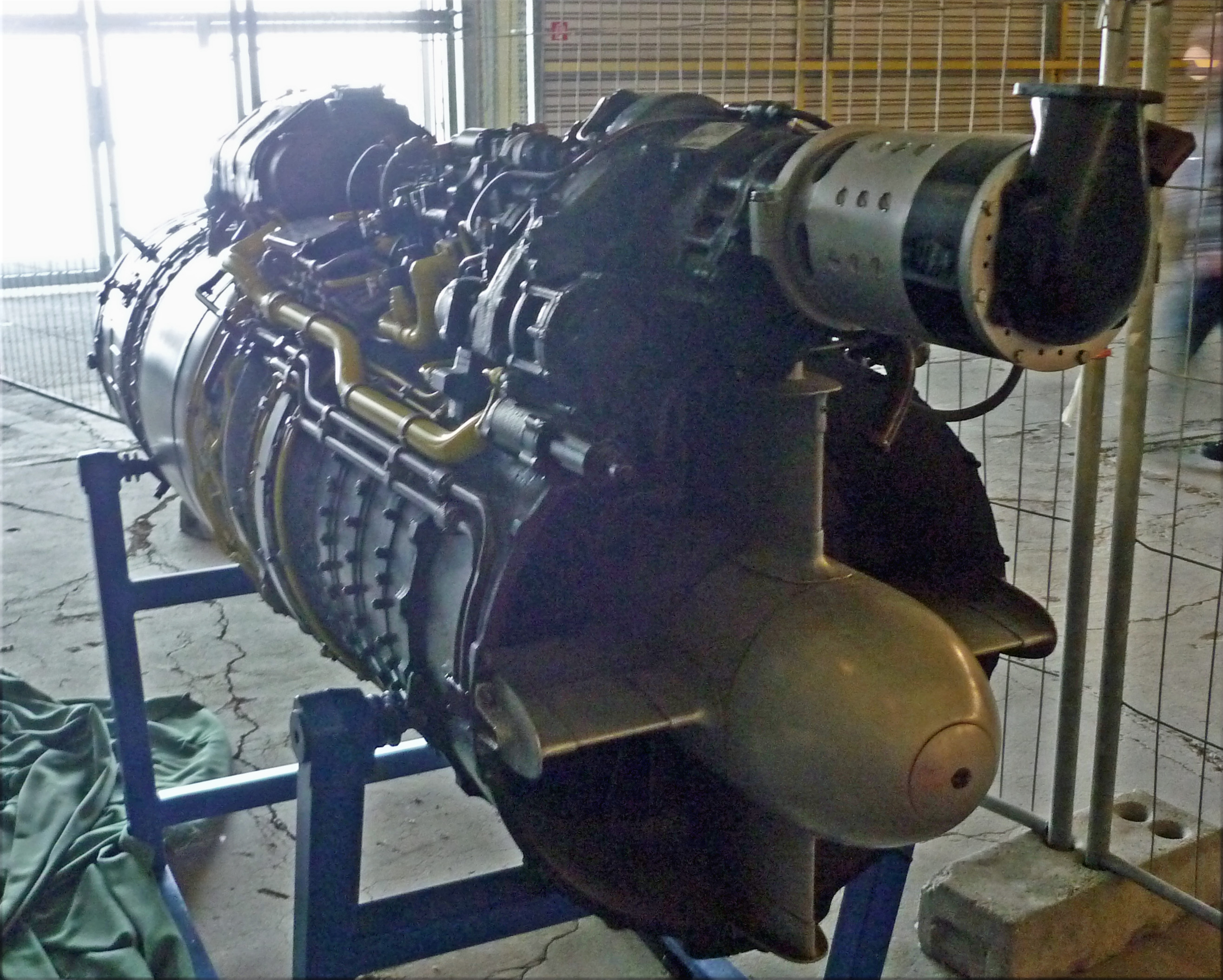
Tumanski RD-9B der 152/I

| Kenngröße             | Daten 152/I                             | Daten 152/II                           |
| --------------------- | --------------------------------------- | -------------------------------------- |
| Besatzung             |                                         | 4 + 2                                  |
| Passagiere            | 40 / 50 / 60                            | 48 / 57 / 72                           |
| Länge                 | 31,4 m                                  | 32,64                                  |
| Spannweite            | 26,3 m                                  | 27,00 m                                |
| Höhe                  | 9,53 m                                  | 9,00 m                                 |
| Flügelfläche          |                                         | 138,00 m²                              |
| Flügelstreckung       |                                         |                                        |
| Nutzlast              |                                         |                                        |
| Leermasse             |                                         |                                        |
| Startmasse            | 43,6 t (60 Passagiere)                  | 46,5 t (72 Passagiere)                 |
| Reisegeschwindigkeit  | 765 km/h                                | 800 km/h in 4700 m Höhe                |
| Höchstgeschwindigkeit |                                         | 920 km/h in 4700 m Höhe                |
| Dienstgipfelhöhe      |                                         |                                        |
| Startstrecke          |                                         | 1830 m                                 |
| Reichweite            | 2020 km (40 Passagiere)                 | 2430 km (48 Passagiere)                |
| Triebwerke            | 4 × Tumanski RD-9B mit je 30,9 kN Schub | 4 × Pirna 014 A-1 mit je 32,3 kN Schub |

## Verbleib der 152 / Ausstellungen

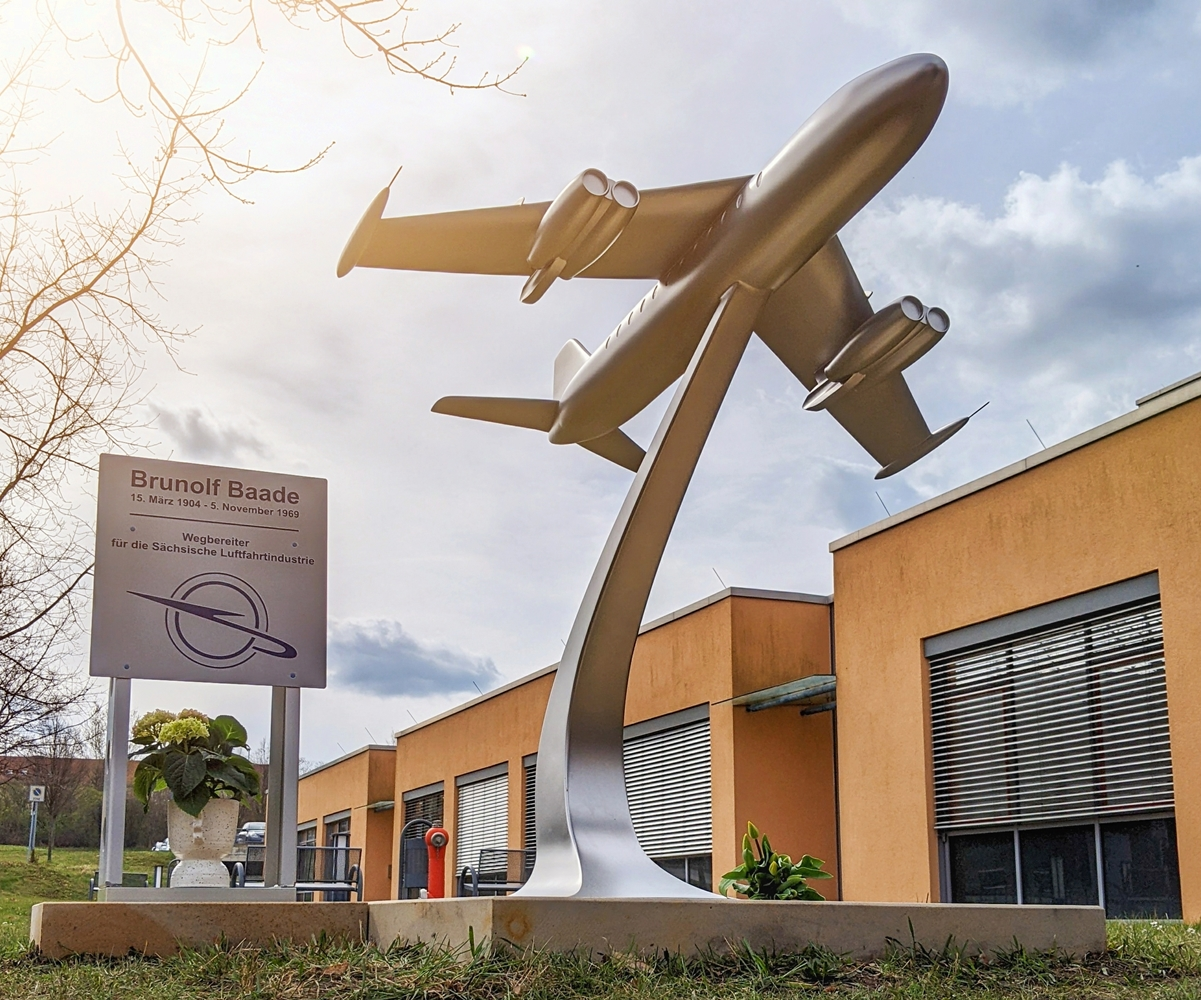
Erinnerungsort mit Modell der 152 in Pirna-Sonnenstein

Heute können Originalteile der 152 noch in drei Ausstellungen besichtigt werden.

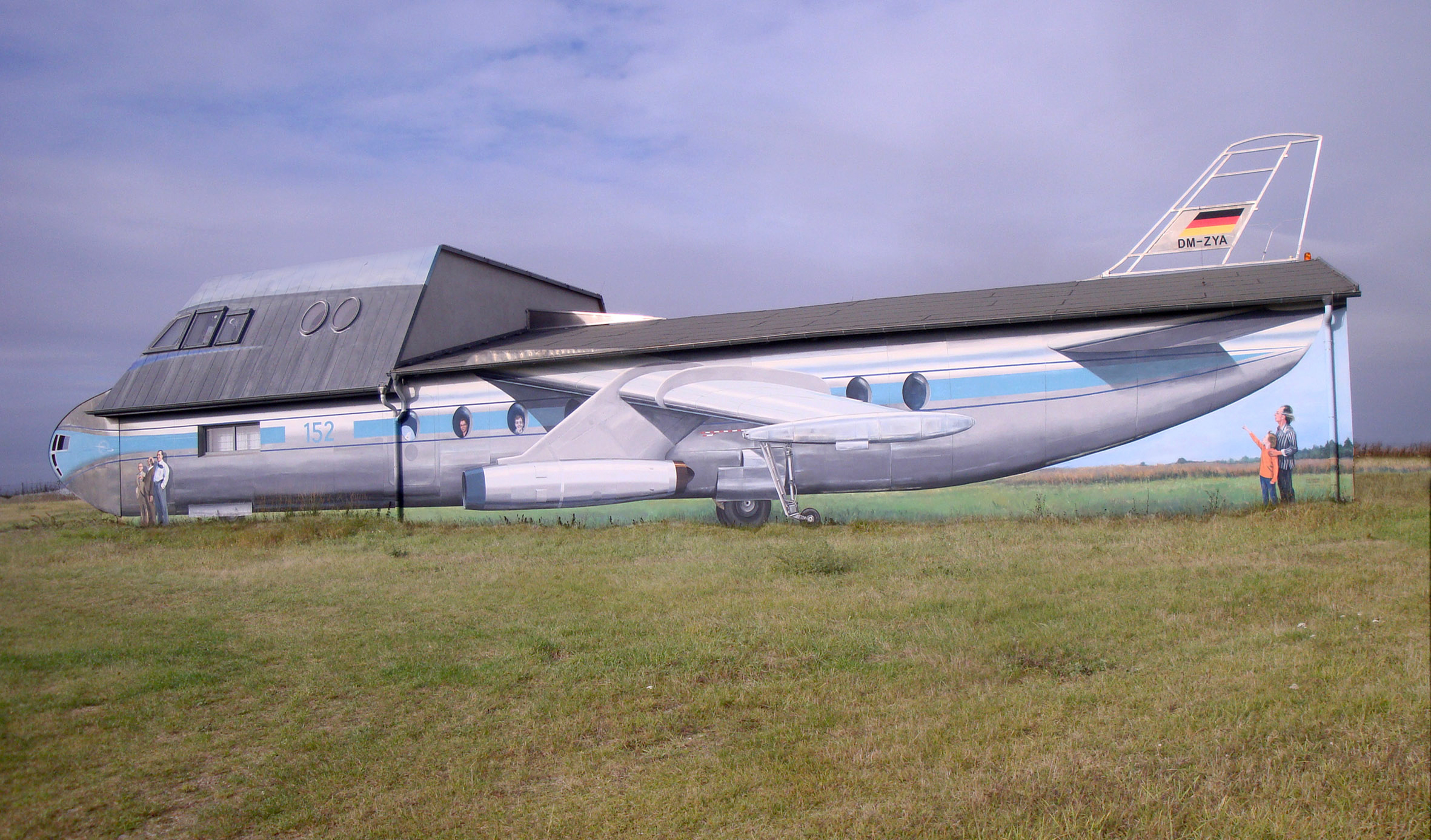
Denkmal für die 152/I V1 in Gellmersdorf. Gebäude gestaltet von Wilfried Bergholz, im Maßstab 1:1 bemalt, mit einer Ausstellung im „Rumpf“

- Im Verkehrsmuseum Dresden sind u. a. das Triebwerk Pirna 014 und das Fahrwerk des Flugzeugs ausgestellt.
- In einer Halle auf dem Flughafen Dresden-Klotzsche steht der rekonstruierte Rumpf der Serienmaschine 11. Der Rumpf war auf dem NVA-Flugplatz Rothenburg der Zerstörung entgangen und wurde dort bis 1990 als Aufenthaltsraum der Piloten und als Lager genutzt.
- Eine dritte Ausstellung befindet sich in der Nähe des Flugplatzes Crussow, hier ist ein Rumpfsegment der Serienmaschine 08 zu sehen (vormals NVA-Flugplatz Marxwalde in Neuhardenberg). Diese Ausstellung im Flugsportinformationszentrum (FIZ) in Gellmersdorf zeigt auch ein Modell der 152/I V1 im Maßstab 1:33. Das gesamte Gebäude (ein ehemaliger Schweinestall) wurde als 152 gestaltet, im Maßstab 1:1. Vorne am Bug „stehen“ die leitenden Ingenieure Brunolf Baade (1904–1969), Fritz Freytag (1908–1975) und Johannes Haseloff (1898–1978).[9]
- In Pirna-Sonnenstein wurde am 15. März 2024, dem 120. Geburtstag von Brunolf Baade, vor dem Zugang zum Helios Klinikum (ehemaliger Standort des VEB Entwicklungsbau Pirna) eine Gedenktafel für den Konstrukteur samt einem Modell der 152 eingeweiht.[10]

## Filme
- Leute mit Flügeln (DDR 1960, Regie Konrad Wolf)
- Der Absturz der 152, MDR-Dokumentarfilm aus der Reihe Vergessene Katastrophen (1999)